# 정승조 (조선)
정승조(鄭承祖)는 조선시대 전기의 문신, 성리학자, 교육자이다. 자(字)는 술이(述而)이고 본관은 경주이다. 정문덕(鄭文德)의 아들 김종직(金宗直)의 문인디다. 갑자사화와 무오사화로 사림들이 희생되자 관직을 버리고 학문연구에 전념하였다.

## 생애
정문덕의 아들이고 일찍이 점필재 김종직(金宗直)의 문하에서 수학하였다. 그 뒤 1494년(성종 25) 별시문과(別試文科)에 병과(丙科)로 급제, 여러 벼슬을 거쳐 사헌부감찰(監察)이 되었다. 예문관검열(檢閱)에 재임 중, 갑자사화에 이어 1498년(연산군 4) 무오사화(戊午士禍) 때 부고죄(不告罪)로 화를 당하고 곽산(郭山)에 유배되었다가 1501년(연산군 7) 풀려 나와 관직을 은퇴. 학문연구와 후학 양성으로 일생을 보냈다.
그가 무오사화 때 화를 당하자 그의 6촌 정견(鄭堅)은 호남(湖南) 능주(綾州)로 피신하여 은거생활을 하였다.

## 같이 보기
- 김종직
- 갑자사화
- 무오사화
- 김일손
- 김굉필
- 권오복
- 남곤
- 김안국
- 김정국
- 정여창